# Teledildonics
Teledildonics (también conocido como cyberdildonics) es el nombre acuñado para los encuentros sexuales virtuales que usan tecnología para imitar y extender la interacción sexual humana . El término se hizo conocido después de que el crítico de tecnología y escritor Howard Rheingold lo usara en su libro Realidad virtual de 1991. En la publicación, Rheingold hizo conclusiones futuristas y resúmenes en torno a la tecnología y usó el término 'teledildonics' para referirse a la actividad sexual remota usando tecnología. Hoy en día, el término se usa comúnmente para describir el sexo a distancia (o, al menos, la masturbación mutua a distancia), donde las sensaciones táctiles se comunican a través de una nube remota entre los participantes. El término también puede referirse a la integración de la telepresencia con la actividad sexual que estas interfaces hacen posible y pueden usarse en conjunto o de manera intercambiable con la tecnología sexual. El término también se ha usado con menos precisión (ya que no hay un elemento " tele- ") para referirse al sexo robótico, es decir, juguetes sexuales controlados por computadora que pretenden sustituir o mejorar el sexo con una pareja humana. Hoy en día, se usa comúnmente para referirse a juguetes sexuales con Bluetooth.

## Contexto
Teledildonics se usa comúnmente para describir los juguetes sexuales habilitados para Bluetooth, muchos de los cuales han ingresado al mercado en la última década. Además de estar abiertos a una conexión remota para el control, algunos juguetes también se pueden conectar con los dispositivos correspondientes para ofrecer movimientos sincronizados entre parejas y socios remotos. Teledildonics también se ha utilizado dentro de la industria para adultos para crear programas de cámara web 'inmersivos', mediante los cuales los usuarios controlan las vibraciones del juguete sexual de los webcamers. Algunos medios de comunicación han informado sobre la tecnología 'teldildónica' utilizada por parejas a distancia para mantener relaciones sexuales.
Además de ofrecer funciones remotas, muchos juguetes teledildónicos se pueden sincronizar con películas pornográficas. La sincronización de las acciones porno con teledildonic o juguetes Bluetooth se controla mediante un guion escrito previamente. Un informe de 2008 sugirió que teledildonics, junto con mensajes de texto, correo electrónico y cámaras web, se pueden usar para "excitarse mutuamente durante la jornada laboral" como preludio del sexo con un ser humano durante las horas de la noche. Las nuevas tecnologías pueden ayudar a las personas a establecer "conexiones emocionales" a través de la web. De hecho, la tecnología teledildonics ya se ha integrado con servicios de cámara web en línea para adultos y ciertos juguetes sexuales, como OhMiBod, Lovense y We-Vibe. Un fabricante holandés, KIIROO, ofrece una conexión bidireccional entre juguetes sexuales masculinos y femeninos.

## Historia
El término fue acuñado ya en 1975 por Ted Nelson en su libro Computer Lib/Dream Machines. La idea del sexo virtual ha sido prominente en la literatura, la ficción y la cultura popular, y los promotores de estos dispositivos han afirmado desde la década de 1980 que son el "próximo gran avance" en la tecnología del cibersexo. Cuando Howard Rhinegold comenzó a usar este término en la década de 1990, ya había muchos entusiastas que buscaban explorar el poder de la tecnología, el sexo y la intimidad. Un informe en el Chicago Tribune en 1993 sugirió que teledildonics era "la tecnología de realidad virtual que algún día podría permitir que las personas que usan trajes especiales, protectores para la cabeza y guantes participen en relaciones sexuales táctiles desde ubicaciones remotas y separadas a través de computadoras conectadas a líneas telefónicas". Fue el mismo año en que Stahl Stensile lanzó el traje Cyber-SM, que apareció en la portada de FutureSex, una revista con sede en San Francisco de la década de 1990 que se centró en el surgimiento de la teledidlónica. Algunos productos se han mostrado en el Museo del Sexo en la ciudad de Nueva York y hubo una exposición sobre el traje Cyber-SM de Stensile en 2016.
Las respuestas a teledildonics han sido mixtas; sin embargo, la preocupación dominante se ha centrado en la separación de la intimidad personal y la presencia encarnada. En palabras de uno de los primeros textos sobre el tema:

De hecho, empujar los límites cultural-técnicos de la contradicción integridad-fragmentación puede, en el corto plazo, sobrecargar el cuerpo incorpóreo con ambigüedad 'sensual' y transgresora. Por ejemplo, 'teledildonics', simulado por computadora; la excitación sexual mediante el uso de monos enchufados, puede que nunca llegue a ser una práctica generalizada, pero sin duda despierta interés como una posibilidad "peligrosa"... [T]echno-sexo contribuye a vaciar la corporeidad que se da por sentado. , paradójicamente, depende.

## Controversia
Muchas empresas que experimentan en el campo se han visto afectadas por demandas de patentes. En el Festival South by Southwest de 2016, la empresaria de realidad virtual Ela Darling afirmó que los titulares de patentes estaban impidiendo la producción de tecnología teledildónica. 
La Electronic Frontier Foundation ha nombrado a una de esas patentes la "patente estúpida del mes". Esa patente expiró en agosto de 2018, lo que redujo la barrera de entrada al campo.